# مألوف منسي
جامي فو أو المألوف المنسي (بالفرنسية:Jamais vu) أي (لم أره من قبل) هي حالة نفسية يكون فيها الإنسان غير قادر على تذكر شيء مألوف له، إذ يشعر بأنه لم يصادف هذا الموقف من قبل على الرغم من أن عقله الباطن يخبره عكس ذلك. مثل أن يكون الإنسان في مكان مألوف له أو يتحدث مع شخص مقرب ثم ينتابه شعور فجائي بأنه لا يعرف هذا المكان أو هذا الشخص، وغالبا ما يكون هذا الشعور لمدة قصيرة. وتوصف هذه الحالة غالبا بأنها عكس ديجا فو.
قامت جامعة ليدز البريطانية بإجراء دراسة عن الجامي فو، حيث طلبت من 92 متطوعا أن يقوموا بكتابة كلمة باب (door) باللغة الإنجليزية 30 مرة في 60 ثانية، وكانت النتيجة أن 68% منهم شعروا بأنهم لم يعرفوا هذه الكلمة من قبل، وهذا هو الجامي فو.

## اقرأ أيضا
- ديجا فو